# Okres Świebodzin
Okres Świebodzin (polsky Powiat świebodziński) je okres v polském Lubušském vojvodství. Rozlohu má 937,45 km² a v roce 2020 zde žilo 55 520 obyvatel. Sídlem správy okresu je město Świebodzin.

## Gminy
Městsko-vesnické:
- Świebodzin
- Zbąszynek

Vesnické:
- Lubrza
- Łagów
- Skąpe
- Szczaniec

## Města
- Świebodzin
- Zbąszynek

## Sousední okresy
| Růžice kompasu | Sulęcin                    | Międzyrzecz      | Międzyrzecz | Růžice kompasu |
| Růžice kompasu | Krosno Odrzańskie, Sulęcin | Sever            | Nowy Tomyśl | Růžice kompasu |
| Růžice kompasu | Krosno Odrzańskie, Sulęcin | Okres Świebodzin | Nowy Tomyśl | Růžice kompasu |
| Růžice kompasu | Krosno Odrzańskie, Sulęcin | Jih              | Nowy Tomyśl | Růžice kompasu |
| Růžice kompasu | Krosno Odrzańskie          | Zielona Góra     | Wolsztyn    | Růžice kompasu |